# تریپل‌اس
تریپل‌اس (‎/ˈtrɪpəlɛs/‎; کره‌ای: 트리플에스; لاتین‌نویسی اصلاح‌شده: Teuripeul-eseu; به سبک tripleS نوشته می‌شود) یک گروه دخترانهٔ چندملیتی با ۲۴ عضو است که توسط شرکت مدهاوس در کره جنوبی تشکیل شده است. این گروه با هدف تبدیل شدن به نخستین «آیدل غیرمتمرکز» در جهان شکل گرفته است؛ به این معنا که اعضا به‌طور چرخشی میان فعالیت‌های گروهی، زیرگروهی و انفرادی جابه‌جا می‌شوند و این ترکیب‌ها توسط هواداران انتخاب می‌شوند. هواداران می‌توانند در تصمیم‌گیری‌ها مشارکت کنند و با گروه در ارتباط باشند؛ از جمله انتخاب اعضای زیرگروه‌ها یا محتوای تولیدی، از طریق کارت‌های عکس ان‌اف‌تی با نام «Objekts». مفهوم اصلی گروه بر پایهٔ این ایده شکل گرفته است که هر عضو دارای توانایی ویژه‌ای به نام «S» است و آن‌ها با پیوستن به یکدیگر، این توانایی‌ها را در «بُعد» هایی به نمایش می‌گذارند؛ این ابعاد در هر فصل با مفهومی جدید بازسازی می‌شوند. تریپل‌اس در ۱۳ فوریه ۲۰۲۳ با انتشار نخستین آلبوم چندآهنگهٔ خود به نام Assemble به‌طور رسمی فعالیتش را آغاز کرد.

## نام
نام «تریپل‌اس» (TripleS) به معنای «آیدل تمامِ احتمالات» است. سه حرف S در نام گروه نماد سه واژهٔ Social (اجتماعی)، Sonyeo (به معنای «دختر» در زبان کره‌ای) و Seoul (سئول) هستند.